# Plaza Constitución (Fray Bentos)
La plaza Constitución (Fray Bentos, Uruguay) es uno de los monumentos emblemáticos de la ciudad.
Se destaca por tener un elegante quiosco en su centro. También hay varios monolitos y canteros con diversidad de flores.

## Historia
En el año 1873, Guillermo Hammeth presentó el proyecto para construir una plaza en el centro de la ciudad y en ese mismo año se llevó a cabo y concretó.
Luego, se le otorgó el nombre de Constitución, siendo ya la principal, en el año 1879.
Fray Bentos recibió, en abril de 1901, una visita muy importante, el presidente del Directorio Central de la Liebig’s, Charles Günter, que residía en Buenos Aires. Fue acogido gratamente con distintos homenajes y comidas, luego recorrió las calles de tosca de la ciudad y cruzó la Plaza Constitución. El en ese entonces presidente de la Junta Económica Administrativa, Guillermo Lynch, le manifestó a Günter su entusiasmo de comenzar un nuevo siglo, explicándole sus objetivos y anhelos.
En el mes de junio, la ciudad se sorprendió al recibir un bosquejo de un quiosco de hierro que llegaría como regalo de la compañía. Se trataba de una réplica de un monumento que había engalanado uno de los gigantescos jardines con fuentes del Palacio de Cristal de Londres cuando la Reina Victoria inauguró la Exposición Internacional de 1851. Por eso se lo conoce como el Quiosco de la Reina.
El quiosco fue embarcado el 11 de noviembre de 1901 en el puerto de Cardiff (Gales). Ya en 1902, llegó al territorio oriental y la Junta Económica Administrativa de Río Negro tramitó la exoneración de impuestos aduaneros, el 22 de febrero de 1902 el gobierno autorizó a la Jefatura Política de Río Negro a pagar los derechos por la suma de $ 394,oo.
En mayo de 1902 comenzaron las obras construyendo el basamento en el centro de la plaza, mientras las partes del quiosco permanecían guardadas en diversas cajas esperando ser armadas. Finalmente, el 18 de julio de 1902, una multitud en la ciudad festejaba la Jura de la Constitución, una de las fechas patrias más importantes de Uruguay. Esta celebración tuvo, además, un elemento extra dado por la inauguración del quiosco de la plaza Constitución, haciendo la entrega de las llaves del mismo. Ese día fue un éxito, la ciudad quedó con el quiosco instalado en la plaza central, que, con los años, se transformó en símbolo de Fray Bentos.